# Amy Palmiero-Winters
Amy Palmiero-Winters (sinh ngày 18 tháng 8 năm 1972) là một người bị cắt cụt chân dưới đầu gối hiện đang giữ mười một kỷ lục thế giới trong các sự kiện khác nhau. Vào năm 2010, cô đã được trao giải James E. Sullivan với tư cách là vận động viên nghiệp dư hàng đầu ở Hoa Kỳ và giải thưởng ESPN giải ESPY ESPN là vận động viên nữ hàng đầu bị khuyết tật trên thế giới.
Amy Palmiero Winters còn là người sáng lập nên One Step Ahead nhằm mục đích giúp đỡ trẻ em khuyết tật. Sau thảm họa đánh bom trong giải đua Boston Marathon, Amy và tổ chức này đã cung cấp chân tay giả và liên tục chăm sóc cho những đứa trẻ bị mất tay chân trong vụ nổ.
Cô đã giữ 11 kỷ lục thế giới, hoàn thành cuộc đua 3 ngày qua 512 km ở thành phố Florida trong thời gian 33:44:09. Vận động viên tham gia giải này phải bơi gần 10 km và đạp xe 144 km trong ngày đầu tiên, đạp xe 272 km trong ngày thứ 2 và 84 km đạp xe ngày thứ 3. Chỉ có 29 vận động viên có thể hoàn thành cuộc đua này.
Năm 2006, Amy cũng nắm giữ luôn kỷ lục thế giới khi hoàn thành chặng đua marathon ở Chicago chỉ trong 3 giờ 04 phút dành cho cả nam lẫn nữ bị cụt chi. Tháng 2 năm 2014, cô giữ kỷ lục chạy marathon dành cho nữ bị cụt chi chạy nhanh nhất thế giới và là vận động viên cụt chân nữ đầu tiên hoàn thành 216 km cuộc đua Badwater Ultramarathon.

## Tiểu sử
Palmiero-Winters sinh ra tại Meadville, Pennsylvania, và thi đấu môn chạy từ khi còn trẻ. Năm 1994, cô bị tai nạn xe máy làm gãy chân trái. Sau ba năm và hai mươi lăm lần phẫu thuật, chân của cô đã cắt cụt bên dưới đầu gối. Cô sẽ không thể chạy được tất cả cho đến ba năm sau khi cắt cụt.

## Sự nghiệp chạy ban đầu sớm
Vào năm 2004, Palmiero-Winters đã tham gia Silver Strand Marathon. Mặc dù đang mang thai năm tháng và chạy trên chân giả chỉ có ý nghĩa cho việc đi bộ, cô đã hoàn thành thứ hai trong phân chia của mình. Cô vào thành phố New York năm 2005 Triathlon vào mùa hè năm sau, vẫn sử dụng chân giả đi bộ cũng như một chiếc xe đạp mượn từ chủ nhân của cô, và xếp thứ ba trong sư đoàn của cô.
Tại thời điểm này, Palmiero-Winters quyết định tham gia chạy ở cấp độ nghiêm trọng hơn. Sau khi có được một chân giả tùy chỉnh cao từ Chân giả A Step Ahead ở Hicksville, NY, cô quyết định chuyển đến New York để trở thành thành viên của Đội A Step Ahead, một nhóm vận động viên cắt cụt chuyên nghiệp được huấn luyện và bảo trợ bởi A Step Ahead Prosthetic.
Đến tháng 5 năm 2006, Palmiero-Winters đã được đào tạo rộng rãi và với một bộ phận giả mới, cô đã điều hành New York City Marathon trong 3:24 và phá vỡ kỷ lục thế giới về một người phụ nữ bị cắt cụt đầu gối dưới hai mươi- năm phút. Cô ấy đã làm điều này bằng cách chạy 2006 Marathon vào năm 3:04, đây là thời gian chạy marathon tốt nhất cho một người cắt cụt đầu gối, nam hay nữ.